# Ṅ
Das Ṅ (kleingeschrieben ṅ) ist ein Buchstabe des lateinischen Schriftsystems, bestehend aus einem N mit Überpunkt. Der Buchstabe wird in Igbo und der emilianischen Sprache für den ng-Laut (IPA: ŋ) verwendet, dessen Aussprache der des deutschen Digraphen ng im Auslaut entspricht. Weiterhin wird der Buchstabe in einigen Transliterationssystemen verwendet, so stellt der Buchstabe im IAST ebenfalls den ng-Laut dar und entspricht dem indischen Buchstaben ङ/ঙ/ਙ/ઙ/ଙ/ங/ఙ/ಙ/ങ/ඞ. Der Buchstabe ist außerdem nach ISO 9 die Transliteration des kyrillischen Buchstaben Ҥ.

## Darstellung auf dem Computer
Unicode enthält das Ṅ an den Codepunkten U+1E44 (Großbuchstabe) und U+1E45 (Kleinbuchstabe).
In TeX Kann man das Ṅ mit den Befehlen \.N bzw. \.n bilden.